# (34384) 2000 RW61
2000 RW61 (asteroide 34384) é um asteroide da cintura principal. Possui uma excentricidade de 0.09522200 e uma inclinação de 9.78648º.
Este asteroide foi descoberto no dia 1 de setembro de 2000 por LINEAR em Socorro.